# Proyecto de Juvarra para el Palacio Real de Madrid

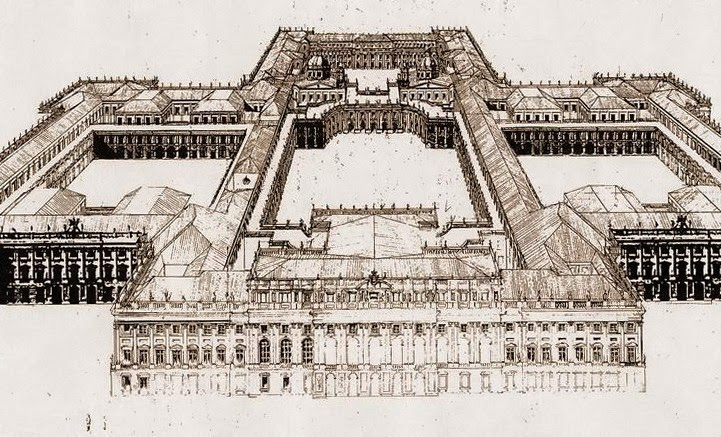
Proyecto de Filippo Juvarra en 1735 para el Palacio Real de Madrid

El Proyecto de Filippo Juvarra para el Palacio Real de Madrid fue el ambicioso primer proyecto para el Palacio Real de Madrid.

## Antecedentes y contexto
El Real Alcázar de Madrid fue un alcázar convertida en residencia real, y utilizada por la familia real española de los Austrias. En 1700 Carlos II murió sin descendencia, el último de los reyes Habsburgo; Felipe V de la dinastía Borbón ascendió al trono ese mismo año, provocando la Guerra de Sucesión Española.
Felipe V nació y creció en Versalles, y sus gustos diferían de los de la dinastía anterior. Se sabe que cuando llegó a Madrid no encontró el austero Alcázar de su agrado. Su disgusto era tanto más pronunciado cuanto que la fortaleza representaba la dinastía anterior, los Habsburgo.
En la Nochebuena de 1734 se produjo un incendio que destruyó por completo el Real Alcázar. El incendio posiblemente se inició en el despacho del pintor francés de la corte, Jean Ranc. Cuando las campanas del vecino convento de San Gil intentaron alertar a las tropas sobre el incendio alrededor de la medianoche, los lugareños tomaron esto erróneamente como un llamado a la Misa del Gallo. Lienzos como Las meninas de Velázquez se pudieron salvar arrojándolos por las ventanas. Se cree que más de 500 pinturas se perdieron en el incendio.
El misterioso incendio dio a Felipe V la excusa y la oportunidad de construir un nuevo palacio, que sería un símbolo más apropiado del poder de la dinastía borbónica, y que mostraría el lujo al que tan acostumbrado estaba.
Filippo Juvarra, un conocido arquitecto italiano que había pasado la mayor parte de su carrera en Turín, fue el elegido para diseñar un nuevo Palacio Real. Poco después del incendio, en abril de 1734, Juvarra se trasladó a Madrid y pronto estuvo trabajando en el proyecto de la nueva residencia de la familia real española. El plan de Juvarra consistía en un voluminoso conjunto palaciego con varias plazas y jardines, construido en estilo barroco, con cuatro grandes patios. De diseño básicamente italiano, el edificio estaba destinado a mostrar influencias tanto italianas como francesas. Todo un lado del patio principal estaría dominado por las escaleras principales, y entre los dos patios más importantes se proyectó una biblioteca y una capilla.

## Proyecto original

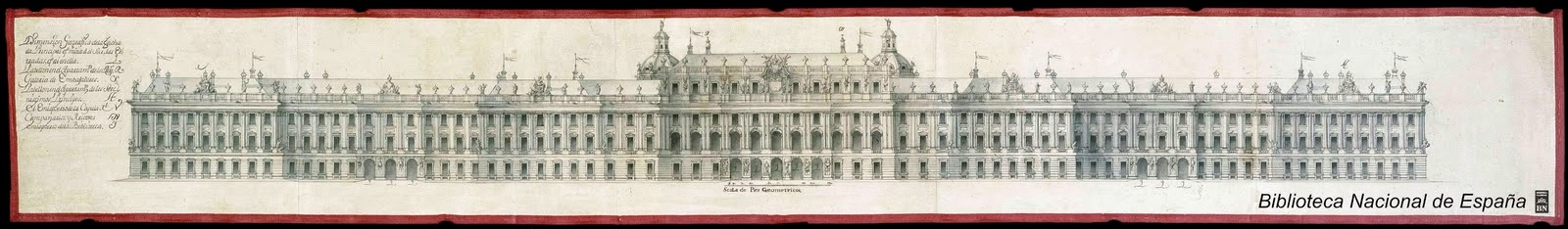
Fachada principal del proyecto para el Palacio Real de Madrid de Filippo Juvarra. Biblioteca Nacional de España (c. 1735)

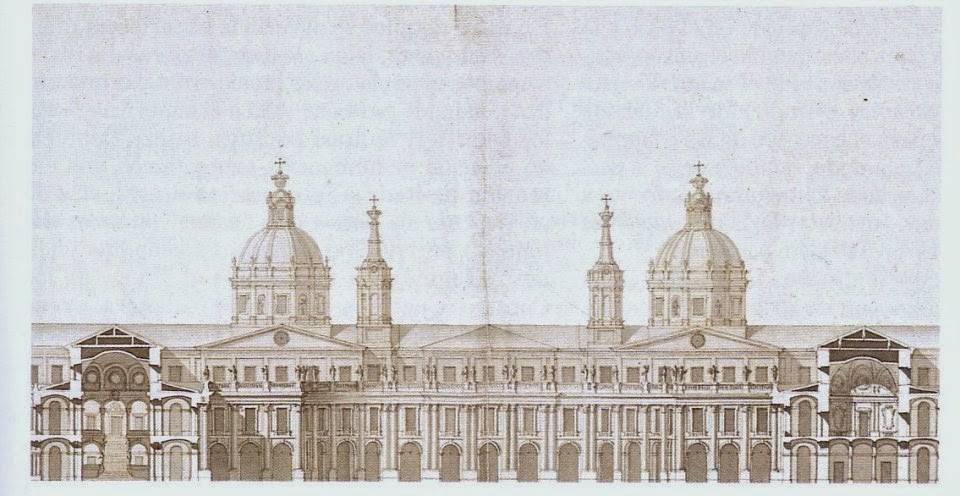
Sección del proyecto para el Palacio Real de Madrid de Filippo Juvarra. Archivo General de Palacio, Madrid (c. 1735)

La característica más llamativa del diseño fueron sus dimensiones. Si se hubiera construido en el mismo lugar que el antiguo Alcázar, el palacio no sólo habría incluido ese terreno, sino que uno de los patios del palacio tendría que cubrir parte de la calle Mayor, y los jardines habrían cubierto la mayor parte del Príncipe. Zona de Pío . Por este motivo, se requería una nueva ubicación para el palacio. Además, el terreno tenía que ser plano, porque sólo así se podían admirar adecuadamente los jardines de flores . No está claro si alguna vez se encontró un terreno adecuado, aunque se barajaron varios lugares, como el actual Barrio de Argüelles.
El edificio habría sido construido íntegramente en piedra y ladrillo. Se evitó por completo la madera para evitar que las llamas devoraran también el nuevo palacio. Juvarra diseñó un modelo de madera para ilustrar el proyecto.
El proyecto de Juvarra es un ejemplo de la ambición de la nueva dinastía borbónica y pretendía mostrar cómo España podía mirar hacia un futuro aún más monumental.

## Edificio actual
En 1737 llegó a Madrid el arquitecto Giovanni Battista Sacchetti, antiguo discípulo de Filippo Juvarra en Turín. Había sido utilizado para realizar los diseños creados por su maestro. Sin embargo, a su llegada a Madrid recibió un encargo diferente: adecuar el gran palacio diseñado por su mentor para que encajara en el lugar donde se había ubicado el antiguo Alcázar. El propio Juvarra había afirmado que el uso de un terreno irregular y estrecho disminuiría su trabajo.
Ese mismo año Sacchetti preparó su proyecto y la construcción se inició en 1737. No concluiría hasta 1764, bajo el reinado de Carlos III; El palacio fue completado por Francesco Sabatini junto con reconocidos arquitectos españoles como Ventura Rodríguez.
Es posible que el prestigio de Juvarra hubiera convencido a Felipe V de construir un nuevo palacio en un lugar diferente y a una escala que lo hubiera hecho competir con el mayor de los palacios europeos del siglo XVIII. Sin embargo, hoy sólo podemos imaginar este monumento gracias a los planos del arquitecto. Sin embargo, el Palacio Real existente sigue siendo uno de los palacios reales más característicos e imponentes de Europa.